# Фаттахов, Игорь Викторович
Игорь Викторович Фаттахов (1963 - 2005) - советский игрок в хоккей с мячом.

## Карьера
Игорь Фаттахов начал играть в Краснотурьинске в 1974 в ДЮСШ БАЗа. Первый тренер – Анатолий Иванович  Алексеев. Амплуа – защитник.  Выступал за «Маяк» (Краснотурьинск)  -  1980/81 и 1996/97 (1 лига – 3, 1, высшая  лига – 19, 0).
В 1981-93 годах выступал за «Динамо» (Алма-Ата). В 277 играх забил 12 мячей.
В 1994-96 годах играл за «Локомотив» (Оренбург). Проведя 36 игр, забил 1 мяч.
Всего в чемпионатах СССР и России среди команд высшей лиги провел 332 игры, забил 13 голов.
За сборную СССР провел 3 игры.
Участник чемпионата мира 1995 года в составе сборной Казахстана.

## Достижения
Бронзовый призёр Кубка европейских чемпионов 1991 года.
Чемпион СССР 1990 года.
Бронзовый призёр чемпионата СССР 1983 года.
Бронзовый призёр чемпионата России 1992 года.
Серебряный призёр Спартакиады народов СССР 1986 года.
Победитель первенства РСФСР 1980 года  среди юношей.

## Преподавательская и тренерская карьера
После окончания карьеры хоккеиста в 1997 году перешёл на тренерско-преподавательскую работу. В 2004-05 году тренировал детей из хоккейного спецкласса одной из школ Краснотурьинска и одновременно начал судейскую карьеру. Сразу же вошёл в число арбитров, обслуживающих  матчи команд высшей лиги.
Умер летом 2005 года.